# باشگاه فوتبال زنان پالایش گاز ایلام

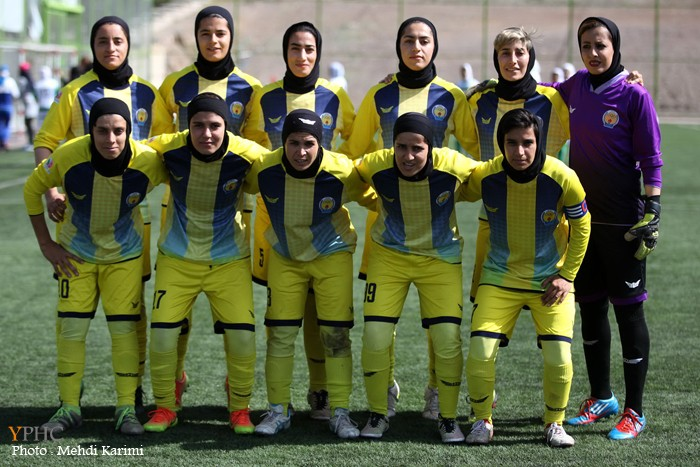
باشگاه فوتبال زنان پالایش گاز ایلام در اردیبهشت ماه ۱۳۹۸

باشگاه فوتبال زنان پالایش گاز ایلام یک باشگاه فوتبال زنان در ایران است. این باشگاه در لیگ برتر زنان ایران، لیگ برتر کوثر حضور دارد.

## تاریخچه
بازیکنان
- - طاهره آزادی
  - عاطفه ایمانی
  - فاطمه پسندیده
  - زهرا حاتم نژاد
  - سپیده حاجی نسب
  - فاطمه حسینی نژاد
  - سارا خاکی
  - محدثه زلفی
  - فاطمه عزیزی
  - کوثر عنبری
  - زهره عینی
  - لیلا فارغی
  - طیبه فرجی
  - سمیه فیضی
  - ملیکا قاسمی
  - طاهره منصوری
  - اسما نظری
  - سوگول یاسمی
  - سیده فاطمه یوسفی
  - پانیا عباسی
  - سپیده یونسی یونسی زاده

## کادر فنی
- ندا عزیزپور

## دست‌آوردها
| چهارچوب رقابت‌ها            | قهرمانی | نایب قهرمانی | تاریخ و فصل                          |
| -------------------------- | ------- | ------------ | ------------------------------------ |
| جام حذفی فوتبال زنان ایران | -       | ۱ بار        | - قهرمانی: - - نایب قهرمانی: ۹۳–۱۳۹۲ |